# Ust´-Kan
Ust´-Kan – wieś w Rosji, w Republice Ałtaju, stolica rejonu ust´-kanskiego. W 2002 liczyło 3 528 mieszkańców.